# 스윗 (프로게이머)
스윗(본명: 이은택, 1995년 7월 11일 ~ )은 대한민국의 전직 리그 오브 레전드 프로게이머로 선수 시절 아이디는 Sweet이다. 포지션은 서포터였다. 과거 XD라는 아이디를 사용하기도 했다.

## 선수 시절
2013년 진에어 그린윙스 펠컨스에 입단하면서 프로 커리어를 시작했다.
2014년 2월, 형제팀인 스텔스로 자리를 옮겼다.
2014년 5월에는 다시 원 소속팀인 펠컨스에 합류했다.
2015시즌을 앞두고 진에어 형제팀이 통합되는 과정에서 진에어 그린윙스에 잔류했다. 2015 스프링 시즌에서는 서브 선수로 있었다. 서머 시즌에서는 주전으로 도약하는데 성공했다.
2016시즌에는 출전에 실패했다. 2016시즌 종료 후 팀에서 퇴단했다.

## 소속팀
| # | 팀명                   | 소속 기간         | 소속 리그 | 비고 |
| - | ---------------------- | ----------------- | --------- | ---- |
| 1 | 진에어 그린윙스 펠컨스 | 2013 ~ 2016.11.30 | LCK       |      |

## 수상 내역
- 네네치킨 리그 오브 레전드 챌린저스 코리아 서머 2015 리그 2 우승